# Чербу (Арджеш)
Чербу (рум. Cerbu) — село у повіті Арджеш в Румунії. Входить до складу комуни Албота.
Село розташоване на відстані 107 км на захід від Бухареста, 11 км на південь від Пітешть, 93 км на північний схід від Крайови, 117 км на південний захід від Брашова.

## Населення
За даними перепису населення 2002 року у селі проживали 724 особи, усі — румуни. Усі жителі села рідною мовою назвали румунську.